# Лекарство
Лекарството е фармацевтичен, химически по състава си или биологически активен, продукт или вещество, водещо до оздравяване.
Лекарствата се използват в хуманитарната или ветеринарна медицина, и стоматологията. Науката за лекарствата се нарича фармакология. Те се дозират и предписват от лекари, създават се от фармацевти химици, изготвят се от фармацевти, лекарствата се приготвят при хигенни условия, и продават в аптеки от фармацевти, в някои случаи биват директно давани на пациента или прилагани от лекари според неговите оплаквания.

## Исторически сведения
В далечното минало за лечение на всички заболявания хората са използвали растения, части или активни вещества добивани от тях.
Най-старият известен текст със съдържание от областта на медицината е Папирусът Кахун, създаден около 1800 г. пр.н.е. В него и други древноегипетски текстове се описват различни медицински практики, като например използването на пчелен мед за лечение на инфекции.
Още в периода на второто хилядолетие пр.н.е. древновавилонската медицина е наложила използването на различни лечебни кремове и таблетки, които да постигат целебен ефект.
В същата епоха на Индийския субконтинент в текстове на хиндуистката религия Атхарваведа се споменава за използването на лекарства за лечение на болести. В него се описват растителни отвари, които се използват в борбата срещу болестите. В основите на Аюрведа се залага на съчетанието на избрани древни билкови практики с голям набор от теоретически познания в областта на медицината и откриването на нови нозологични единици и целебни практики. Всеки, който изучава Аюрведа е длъжен да знае десет изкуства, които са необходими при подготовката и прилагането на лекарства – дестилация, оперативни умения, готварство, градинарство, металургия, производство на захар, фармация, анализ и отделяне на минерали, смесване на метали и подготовка на основи.
Смята се, че създаването на Хипократовата клетва от 5 век пр.н.е. се дължи на използването от древногръцките лекари на „смъртоносни лекарства“ донесени от Египет и други части на света.
Първите аптеки са създадени в Багдад през 8 век, а първите инжективни препарати са създадени от Ammar ibn Ali al-Mawsili отново в района на днешен Ирак. В книгата De Gradibus на арабския учен Ал Кинди се разработва математическа връзка между организма и дозата на приложените лекарства.
В Канон на медицината на Авицена, бащата на съвременната медицина се съобщава за 800 тествани лекарства в периода на неговото написване около 1025 г. Сред приносите на Авицена се отнася и отделянето на медицината от фармакологията. За ислямската медицина са били познати повече от 2000 медицински и химични субстанции.

## Основни понятия
- Лекарствено средство (Лекарствено вещество, Медикамент). Представлява активно действащо вещество, което приложено в определено количество и по определен начин служи за повлияване структурата и функцията на организма в благоприятно направление с цел видоизменяне, отстраняване, предпазване от развитие на болестния процес или за диагностика на заболявания. Лекарствените средства представляват например гликозидите и алкалоидите извлечени от растенията, хормоните, извлечени от животинските органи, неорганични вещества и редица синтетични вещества. За да бъдат приложени обаче трябва да бъдат преработени в съответната лекарствена форма. Понятието медикамент съвпада с лекарствено средство.
- Лечебно средство. Това е всеки фактор, който може да окаже лечебно действие. Към средствата освен лекарствените вещества спадат и различните средства, използвани за лекуване на и предпазване от заболяване като например хирургични операции, терапевтични манипулации, диетичен режим, физиотерапевтични процедури, превръзки и други.
- Лекарствена форма. Представлява удобната за прилагане и приемане форма, в която се приготвят лекарствените вещества. Лекарствени форми представляват праховете, хапчета, хапове, разтвори, мази и други. Обикновено лекарствената форма се отъждествява с понятието „лекарство“.
- Лекарствена суровина. Представлява източникът от растителен, животински или минерален произход в необработен вид, от който се получават лекарствените средства и форми. Лекарствената суровина се отъждествява с думата „дрога“. Обикновено дроги се наричат консервираните при изсушаване растения и животни или части от тях, а освен това и получените чрез просто преработване екстрахирани материали. Суровината трябва да се преработи за да се намалят или премахнат баластните или странично действащите вещества.
- Фармацевтични продукти, това са продукти, които могат да имат превантивно или оздравяващо действие.
- Лекарствени препарати. Това са продукти, получени от лекарствени суровини след обработване и пречистване, без или със минимално съдържание на баластни вещества, или от синтетични субстанции, които са годни за употреба непосредствено или след допълнителна обработка. Към тях спадат:
  - Галенови препарати – наричат се извлеците, добити, чрез екстракция със спирт, етер, вода или със смес от тях от дрогите по въведения от Гален метод, при което се отделя част от ненужните вещества. Такива ся тинктурите, екстрактите, различните видове води и други.
  - Неогаленови препарати – това са пречистени в голяма степен от странично съдържание препарати.
  - Химични препарати (химикали) – представляват синтетични или извлечени от дрогите в химически вид лекарствени вещества, които са годни за употреба.

## Произход на лекарствените средства
Лекарствените средства могат да бъдат от растителен, микробен, гъбичен, животински, минерален, полусинтетичен и синтетичен произход. Голям брой растения биват източници на лекарствени средства, благодарение на съдържащи се в тях биологично активни вещества като алкалоиди, гликозиди, флавоноиди, етерични масла, смоли, танини и други. Някои от тези субстанции са силно действащи или отровни и освен фармакологично имат и токсикологично значение. Пример за такова действие са алкалоидите атропин, пилокарпин, стрихнин, никотин, гликозидите – дигитоксин и строфантин. Друга част от лекарствените средства се получават като продукти на жизнената дейност на микроорганизми и гъбички. От тях е най-голям броят на антибиотиците. Такъв произход имат и някои ензими, витамини и аминокиселини. Тези източници на лекарствени вещества са перспективни от гледна точка на факта, че освен за получаване на чисти вещества могат да се използват в генното инженерство при производството на хормони и други биологично активни вещества. Различни животински суровини също служат за получаване на лекарствени средства. От тях приложение намират кръв, органи от ендокринната система, черен дроб и други вътрешни органи. От минерален произход са вещества като калциев карбонат, бяла глина, железен сулфат, сяра, талк и други. Полусинтетичните лекарствени средства се получават, чрез химични модификации на субстанции от природен произход. По този начин са създадени редица съвременни лекарствени средства притежаващи значителни предимства спрямо изходните вещества като аминопеницилини, цефалоспорини, тетрациклини, глюкокортикоиди. Активните продукти от синтетичен произход заемат значителен дял от лекарствените средства.

## Създаване
Лекарствените и фармацевтични продукти (лекарства) се създават от изобретателите в медицината и фармацията, които изучават дадено заболяване, неговите симптоматики и на научна база създават лекарства за него.
Създаването и въвеждането в практиката на нови лекарствени средства е сложен и често продължителен процес (особено по клиничното им тестване), който се състои от няколко основни етапа – фармацевтичен и химичен, предклиничен и клиничен.

### Фармацевтичен етап
Този етап се състои в насочването на интереса на фармацевтите и химиците към определено заболяване, към неговата превенция и лечение, с което те провеждат проучвания и изследвания в областта, както на аналогични заболявания и техните лечения, така и на различните характеристики на заболяването, както и възможните начини тези симптоми да бъдат лекувани.

### Предклинична фаза
Изходното начало представлява намирането и подбора на химични субстанции, притежаващи подходяща химична или биологична активност. В древността, в началото на научната фармацевтика за тази цел се е изхождало от признаците, наблюдавани при някои отравяния (например арсен, който и днес е в употреба), от сведенията от народната медицина или от случайни находки[необходимо е уточнение]. 
Основен съвременен метод за създаване на нови лекарствени средства по синтетичен път е т.нар. насочена синтеза. При него чрез предварително планиране на химичната структура се цели възпроизвеждане на съединения, образуващи се в организма; синтеза на структурни аналози на естествени метаболити с аналогично, противоположно на метаболитите, или видоизменено действие; модифициране на молекулите на съединения с известна биологична активност; синтез на съединения, придобиващи фармакологична активност след съответна биотрансформация в организма; създаване на ензимни инхибитори или индуктори. При синтеза на голям брой структурно близки съединения, за които липсват сведения за биологичната им активност се прилага т.нар. скрининг[необходимо е уточнение]. Методът представлява избор между или "отсяване" на получените съединения посредством прости тестове върху лабораторни животни и последващи химични и биохимични анализи. По този начин се определя ориентировъчно наличието на известна фармакологична активност и се добиват известни данни за механизма на действие. Съединенията показали благоприятни показатели се подлагат на по-нататъшни задълбочени изследвания, които са насочени към установяване на специфичната им активност, механизма на действие, неговата локализация и продължителността на фармакологичния ефект. Определят се резорбцията, разпределението, биотрансформацията и елиминирането им от организма при лабораторни животни. Изследва се наличието на остатъчни количества от лекарствата и техните метаболити в кръвта или органите и тъканите. 
Във ветеринарната медицина, когато лекарството е предназначено за животни, се определят и карентните срокове за месо, мляко и яйца. 
Проверява се терапевтичният ефект на потенциалните лекарства при експериментално предизвикани заболявания. Изследва се зависимостта между фармакологичния ефект и лекарствената форма. В края на този етап се провеждат проучвания върху хроничната и субхроничната токсичност, алергенност, тератогенност, ембриотоксичност, мутагенност и канцерогенност и влиянието му върху имунния статус. Изследва се и безопасността на лекарственото средство към околната среда.

### Клиничен етап на тестването
Веществата, които при изпитването през предклиничния етап са показали висока ефективност и малка токсичност, се подлагат на по-нататъшни изследвания през клиничния етап. Те се провеждат върху прицелни болни пациенти в 4 фази:
- През първата фаза се извършват начални клинико-фармакологични проучвания. Провеждат се изследвания върху фармакокинетиката на средството след еднократно или многократно прилагане. Проследява се поносимостта и се извършват предварителни изследвания върху ефективността при определени заболявания. Резултатите от тази фаза се използват за създаване на първоначалните дозови режими.
- Втората фаза включва клинико-фармакологични изследвания върху пациенти с експериментално възпроизведено заболяване или спонтанно заболели, лекувани в клинична обстановка при условията на т.нар. „добре контролирани изследвания“. В тази фаза се извършва определяне на ефективната доза и се преценява доколко някои съпътстващи заболявания могат да наложат корекции в дозовия режим.
- Третата фаза представлява разширено клинично изпитване, насочено към потвърждаване на ефективната доза. Доуточняват се показанията, противопоказанията и страничните действия. В края на тази фаза се извършва регистрация на лекарственото средство.
- Четвъртата фаза започва след регистрацията като се цели извършването на допълнителни клинични изпитвания. Възможно е по-нататъшно проучване на механизма на действие и показанията за прилагане. Установяват се късни странични нежелани ефекти и взаимодействия.

## Типове действие на лекарствата и на лекарствените вещества
За означаване на действието на лекарствените вещества върху организма или върху функцията на неговите отделни органи и системи се използват различни термини както следва:
- директно лечебно действие
- директно превантивно действие
- допълващо лечебно действие (за някои симптоми, които например не са покрити от основния препарат)

- Локално действие. Това е действие на лекарствените препарати на ареала или мястото на травма или друг вид кожен или външно проявен проблем или симптом. В спортната медицина и стоматологията, местно действие (за някои видове упойки). Това е действие на лекарственото средство на мястото на прилагането. Чисто местно действие обаче не е възможно. Установено е, че освен първичната фармакологична реакция, дължаща се на взаимодействие между лекарственото средство и определени биохимични системи на мястото на апликацията, се получава и вторична фармакологична реакция върху други органи и системи по нервно-рефлекторен или нервно-хуморален път.
- Цялостно действие
- Възбуждащо, стимулиращо или активиращо действие. Такова действие усилва функцията на даден орган или система без да превишава границите на нормата.
- Дразнещо действие. Следствие на усилване на границите над нормата след възбуждането на органа или системата следва дразнещото действие.
- Угнетяващо, потискащо, задържащо, тормозещо или затормозяващо действие. Влияние на лекарствените средства, при което се получава понижаване на дадена функция.
- Блокиращо, стопиращо, паралитично действие. Действие на лекарствените средства при някои видове силни спрейове, при което някоя функция се стопира (например на мускул) напълно за определен период от време.

Някои от лекарствените средства, употребени в различни дози, може да проявят различен ефект
- Обратимо действие. Това е такова действие на лекарственото средство, при което след преминаване на действието му функциите на органите и системите да бъдат възстановени. Пример за такова е прилагането на наркотични средства с цел упояване на пациента. След преминаване на действието на средството постепенно упоеният се събужда.
- Необратимо действие. Действие, при което се цели да се предизвикат трайни изменения във функцията и структурата на даден орган.

- Резорбтивно действие. Получава се когато лекарството се резорбира от организма при мястото му на прилагане, независимо по какъв път е достигнало до него (интравенозно, перорално). В такива случаи ефектът му се проявява върху целия организъм или дадени органи и системи от него.
- Общо действие. Частично се припокрива с резорбтивното, но обща реакция може да се постигне и без да има резорбция на лекарственото средство.
- Действие като автоматичен дразнител. Проявява се когато лекарствените средства идват по хуморален път, влияят непосредствено върху определени клетки или тъкани и предизвикват съответен ефект.
- Рефлекторно действие. Сходно е действието с предното като лекарственото средство дразни определени рецептори, които задвижват определен рефлекс – например повръщане.
- Пряко действие. Получава се ефект чрез непосредствено въздействие на лекарствените вещества върху клетките и тъканите на даден орган.
- Косвено действие. Ефектът на лекарствените средства се получава, когато те влияят върху функциите на даден орган или система, като не действат пряко върху неговите клетки или тъкани. В много от случаите косвено действащите вещества проявяват своя ефект благодарение на влиянието върху различни звена на рефлекторната дъга. Това действие е винаги вторична фармакологична реакция, която дори се манифестира като единствена, без винаги да са ясни механизмите на първичната фармакологична реакция.
- Избирателно, елективно или селективно действие. Представлява влиянието на някои лекарствени вещества само върху някои органи и системи на организма. Те оказват влияние не върху всички клетки, органи и системи, а само върху някои от тях, които имат особена чувствителност.
- Предимно, преимуществено действие. Получава се от дадено лекарствено вещество при прилагането му в ниски дози върху определени органи и системи. Колкото повече се увеличават дозите на съответното вещество, толкова повече се разпростира неговото действие върху по-голям брой органи и системи. Например камфората оказва силен възбуждащ ефект върху продълговатия мозък. При повишаване на дозата се засягат и други области на главния мозък и на гръбначния мозък, което може да доведе до гърч.
- Общоклетъчно, протоплазмено действие. Такова е действието на някои лекарства и отрови. Протоплазмени отрови са тежките метали и арсенът, които влияят върху ензими със сулфхидрилни групи. Хлороформът и циановите съединения блокират други жизненоважни функции на клетките.
- Желано действие. Това действие на лекарствата, заради което те се използват.
- Нежелано действие. Често се постига при неправилно приложение на лекарственото средство в организма. Например пероралното приложение на антибиотик при преживно животно би довело до убиване на полезната търбушна микрофлора.
- Симптоматично действие. Това действие се постига от лекарствени препарати, които ще премахнат определени симптоми на дадено заболяване.

## Наименования на лекарствените средства
Лекарствените средства имат по няколко наименования. В повечето случаи те са най-малко три вида:
- Химично наименование. Представлява описание на субстанцията в съответствие с правилата на Международното обединение по чистата и приложна химия (IUPAC). В повечето от случаите то е твърде сложно и неудобно за масовата практика.
- Търговско наименование. Това е име дадено от производителите на лекарствени средства. Името му остава запазена търговска марка за фирмата. Ето защо едно и също лекарствено средство може да има голям брой търговски наименования.
- Съкратени химични наименования (Генерични наименования). Представляват международни непатентовани наименования, утвърдени от Световната здравна организация. Допускат се съвпадения между търговските и фармакопейните или международните наименования при условие към съкратеното химично име да се добави и това на фирмата производител.

## Продажба и разпространение
Лекарствата се продават в аптеките и в редки случаи от лекари или практикуващи терапевти, и лечители, като тези предлагани в аптеките биват два вида:
- Които се продават в аптеките с рецепта
- Лекарства, които се продават без лекарско предписание (също известни в България като OTC – от английски: over the counter или букв. „над тезгяха“, от финансовия термин over the counter – директно от брокера, без посредничеството или излизане на борсата [10])

## Класификация
Задълбочена и широко използвана система за класификация на лекарства е Anatomical Therapeutic Chemical Classification System (системата ATC).
Тя се контролира от Съвместен център за методология на лекарствената статистика към СЗО (на английски: WHO Collaborating Centre for Drug Statistics Methodology (WHOCC)) и е публикувана за пръв път през 1976 г.
Световната здравна организация съхранява списък на основните лекарства.
Лекарствата на официалната хуманитарна медицина се делят на няколко основни групи според въздействието им върху човешкия организъм:
- анестетици
- аналгетици
- седативни средства
- сънотворни средства
- антиепилептични средства
- антипаркинсонови средства
- психотропни средства
- аналептици
- вегетотропни средства
- нервно-мускулни блокери
- средства, влияещи на локално действащите медиатори и хормони
- сърдечно-съдови средства
- диуретици и антидиуретици
- лекарства, повлияващи дихателната система
- лекарства, повлияващи храносмилателната система
- маточни средства
- витамини
- противомикробни средства
- антипротозойни средства
- антихелминтни средства
- антисептици и дезинфектанти
- противогъбични средства
- имуностимуланти и имуносупресори
- противотуморни средства
- антидоти
- дерматологични средства за локална употреба
- диагностични средства
- ревулзивни средства
- офталмологични препарати
- оториноларингологични препарати
- серуми и ваксини
- инфузионни разтвори
- стоматологични средства
- други лекарствени средства

## Пътища на вкарване на лекарствата в организма
За да се избере подходящ начин на прилагане на лекарствата имат значение определени фактори, условия и изисквания. Това са физико-химичните свойства на прилаганите средства, изискванията за времето до настъпване на лекарствения ефект, за неговата сила и продължителност, характерът на патологичния процес, терапевтична цел, при животните – анатомо-физиологичните особености на съответния вид и икономическата целесъобразност за прилагане на лекарствата. Основните пътища за въвеждане на лекарствата в организма са два: ентерален (през стомашно-чревния канал) и парентерален (извън стомашно-чревния канал).

### Ентерално вкарване на лекарствата
Представлява начин на прилагане на лекарствените препарати през храносмилателния канал – през устата или ректума.
- Перорално вкарване (per os, p.o.). Лекарствените препарати се приемат през устата. Този начин се отличава с редица предимства, широко приложим е и е лесно достъпен. Не се изисква предварително стерилизиране на лекарствените средства поради бактерицидното действие на стомашния сок. Транспортът на лекарствата от храносмилателния канал до кръвообращението е свързано с преминаването през портната вена, а от там и през черния дроб. Тук част от лекарството се разрушава или инактивира в значителна степен. В други случаи някои съставки на храната може да променят свойствата на лекарствените средства, а често стомашния сок спомага за инактивиране на други или улеснява усвояването на трети. При друга част от лекарствените средства се проявява дразнещо действие в храносмилателния канал. Така може да се причини повръщане, възпаление на храносмилателния канал, кръвоизлив, потискане на апетита и други признаци.
- Ректално въвеждане (per rectum, p.r., per anum). При този начин лекарствените средства се въвеждат през ануса като попадат в лумена на ректума. Има предимство пред пероралното прилагане поради постъпването на лекарствените средства в общото кръвообращение, чрез хемороидалния плексус като по този начин се избягва преминаването през черния дроб. Предпочита се при повръщания, някои чернодробни заболявания, нарушения на предни отдели на храносмилателната система както и лечение на локални процеси.

### Парентерално вкарване на лекарствата
При парентералното въвеждане на лекарствените средства се избятва преминаването им през храносмилателния канал. Търсят се други начини на приложение на препаратите като основно се въвеждат през дихателната система и покривната система – кожа и лигавица, както и локално приложение.

#### Инжекция
Инжекцията (на латински: iniectio вкарване, впръскване) е начин на приложение на лекарственото средство чрез впръскването му в конкретен орган или тъкан. Използват се стерилни лекарствени форми и е нужно да се спазва асептика при манипулациите. Инжекциите биват:
- Венозно въвеждане (intra venum, i.v.), венозна инжекция. Извършва се чрез вкарване на лекарствените средства във вените. Позволява се постигане на предвидими концентрации в кръвната плазма, а в повечето случаи и бърз фармакологичен ефект. Предоставя възможност да се избегне влиянието на храносмилателната система върху активните съставки, при което те изцяло постъпват в кръвоносната система. Контролира се и се регулира скоростта на постъпването им според физиологичното състояние на организма и се наблюдава лекарствения ефект. Много лекарствени средства са неподходящи за венозно въвеждане. Това се дължи на локалното дразнещо действие, което те притежават. Освен спринцовки се използват и стерилни системи за капково вливане. За този начин на приложение се използват по-големи повърхностно разположени венозни съдове. Недостатък е, че евентуалните странични действия на лекарствените средства са силно изразени, а последствията по-тежки. Липсва и възможност за отстраняване на вече постъпилите в кръвообращението активни вещества.
- Мускулно въвеждане (intra musculum, i.m.), мускулна инжекция.
- Подкожно въвеждане (sub cutem, s.c.), подкожна инжекция.
- Интраперитонеално въвеждане (intra peritoneum, i.per., i.p.), интраперитонеална инжекция.
- Интраабдоминално въвеждане (intra abdominem, i.abd.), интраабдоминална инжекция.
- Интраплеврално въвеждане (intra pleuram, i.pl.), интраплеврална инжекция.
- Артериално въвеждане (intra arteriam, i.art.), артериална инжекция.
- Интракардиално въвеждане (intra cordem, i.cord.), интракардиална инжекция.
- Интрастернално въвеждане (intra sternum, i.stern.), интрастернална инжекция.
- Интраспинално (гръбначномозъчно) въвеждане.
- Вкожна, интрадермална, интракутанна инжекция (iniectio intradermalis, i.derm.).

#### Прилагане през дихателните пътища
- Интратрахеално въвеждане (intra tracheam, i.trach.), интратрахеална инжекция.
- Инхалаторно въвеждане (per inhalationem, p.inchal.).

#### Локално прилагане
Лекарствата се прилагат върху кожата, лигавицата, в млечната жлеза като се цели основно локален ефект. В повечето случаи обаче активните вещества преминават в общото кръвообращение и проявяват влияние върху целия организъм.
- Кожно прилагане. Използват се меки лекарствени форми – мази, пасти, кремове, разтвори, емулсии, прахове или напръскване с аерозол.
- Прилагане върху лигавици. Прилагат се лекарствени средства върху лигавицата на матката, влагалището, пикочните пътища или конюнктивата.
- Интрамамарно въвеждане. Лекарствените средства се вкарват чрез млечните канали в млечната цистерна. Този начин е характерен основно за продуктивните млечни животни при възпаление на млечната жлеза.

## Виж още
- Фармацевтика
- Фармацевтична химия